# Godide
Godide (Império de Gaza, 1876 – Angra do Heroísmo, ilha Terceira, 31 de julho de 1911), ou Godide Nxumalo, também conhecido por António da Silva Pratas Godide, foi um filho de Ngungunhane (o Gungunhana), o último régulo do Império de Gaza no território que actualmente é o sul de Moçambique, escolhido por seu pai como o herdeiro putativo do trono. Com a derrota e o aprisionamento de Ngungunhane, Godide foi também capturado pelas tropas portuguesas, sendo enviado para Lisboa, acompanhando o seu pai no exílio nos Açores. Foi o último herdeiro reconhecido da dinastia Jamine dos povos nguni.

## Biografia
Godide nasceu na região do Limpopo por volta de 1876, embora algumas fontes lhe apontem uma idade que implicaria ter nascido dois anos antes. Era filho da ligação de Ngungunhane com Vuiaze, uma jovem considerada por Muzila, o pai de Ngungunhane, como sendo inapropriada para ser considerada uma das esposas do filho.
Após o nascimento de Godide, Vuiaze terá desaparecido sem deixar rasto, pelo que a criança foi criada por uma mãe substituta, de nome Sonie, sempre na companhia do pai, que lhe dedicava um grande afecto.
Não sendo o filho legítimo primogénito, mesmo assim foi escolhido por seu pai como o preferido para ser o herdeiro do trono, posição consolidada após a morte de Mangua, outro dos filhos do imperador, aparentemente vítima de uma intoxicação alcoólica. Mangua, que fora educado durante alguns anos na Escola de Artes e Ofícios fundada pelo governo-geral português na ilha de Moçambique, falava correctamente o português e era considerado pró-português, mantendo com Godide uma relação de rivalidade, afrontando-o por vezes com violência.
Já em 1890, durante uma visita de uma delegação portuguesa a Manjacaze, a capital de Ngungunhane, Godide foi apresentado como sendo o herdeiro. Consolidada a sua posição como herdeiro de Ngungunhane, Godide passou a comandar uma das mangas, ou regimentos, de seu pai, ganhando uma crescente importância política e militar na sua corte.
Desencadeada a guerra com as forças coloniais portuguesas, Godide estreia-se ao comando de uma força que a 25 de Outubro de 1895, então nas águas do Limpopo a montante de Xai-Xai, tenta atacar a canhoneira Capelo. A artilharia da canhoneira bate facilmente o ataque nguni, tendo Godide retirado derrotado e aparentemente convencido da impossibilidade de atacar com sucesso a estimela, nome por que era conhecida a canhoneira.
Pouco tempo depois, agora no comando de três mangas, será novamente derrotado a 7 de Novembro de 1895 na batalha de Coolela, sendo obrigado a retirar deixando o terreno muitos mortos. A partir daí as forças nguni entram em colapso, com Ngungunhane a decidir entregar-se e a evitar a luta directa.
Nesse contexto de derrocada do sistema político nguni e de desânimo e desistência de seu pai, Godide mantém uma postura de notável coragem e desassombro que contrasta com a do pai. É o único nobre que aceita ir ao encontro dos portugueses, embora sabendo que os riscos de aprisionamento e fuzilamento eram enormes, agindo como emissário do pai e tentando atrasar o avanço das forças portuguesas em direcção a Chaimite, aldeia sagrada onde Ngungunhane se refugiara.
Como era previsível foi de imediato feito prisioneiro, tendo acompanhado a coluna portuguesa no seu percurso por Chaimite e de regresso à Capelo. A partir do aprisionamento de Ngungunhane, a 28 de Dezembro de 1895, torna-se no inseparável companheiro de infortúnio do pai, sempre calmo e cortês, contribuindo em muito para evitar o desespero que sempre pairou sobre Ngungunhane nos primeiros anos de cativeiro.
Trazido para Lisboa, onde chegou a 13 de Março de 1896, foi logo considerado um rapaz inteligente, vivo e velhaco, dotado de beleza física e de uma personalidade capaz de despertar a simpatia das mulheres. Seria considerado depois como um pouco atrevido, mas correcto, galanteador, agradável, cativante, possuidor do dom da empatia e de um optimismo inesgotável.
A sua beleza e simpatia, associada ao boato de que teria conquistado uma das mulheres do pai, fizeram dele um lovelace, como então era moda dizer-se: dava autógrafos às senhoras, com as quais trocava galanteios, transformando-se durante a sua curta passagem por Lisboa numa verdadeira atracção.
Chegado aos Açores a 27 de Junho de 1896, depois da incerteza inicial, Godide aparentemente adapta-se bem ao viver insular, sendo, a par de Zixaxa, considerado um belo rapaz e bem aceite pela sociedade local. Melhora o seu português, aprende rapidamente a ler e a escrever. Nos Açores era considerado o tipo do bárbaro elegante e agradável: um bárbaro civilizado, bem humorado, sensato e digno, mais correcto e educado que muitos brancos.
Mantém, ao longo de todo o cativeiro, uma extraordinária dedicação e respeito pelo pai, amparando-o e defendendo-o até à sua morte em 1906, acorrendo prestimoso a qualquer necessidade que lhe percebesse.
Os prisioneiros são considerados como equiparados a segundo-sargento adido ao Regimento aquartelado na Fortaleza de São João Baptista, onde são alojados, recebendo o correspondente pré e rancho. Têm relativa liberdade, podendo circular pela cidade e pelo Monte Brasil, onde caçam coelhos e pombos.
Seguindo o caminho da aculturação, a 16 de Abril de 1899 foi baptizado e crismado na Sé Catedral de Angra do Heroísmo, recebendo António da Silva Pratas Godide como nome de baptismo. A escolha do nome é uma homenagem, talvez imposta, a monsenhor António da Silva Pratas, um capelão militar que aquando da sua passagem por Lisboa se empenhara na sua conversão e bem-estar. Teve como padrinhos o general reformado Augusto César da Silva Sieuve, um das personalidades mais notáveis da cidade, e Elvira Ornelas Bruges Martins Pamplona, viúva de um dos mais notáveis aristocratas locais.
Com a morte do pai, ocorrida a 23 de Dezembro de 1906, a alegria e o optimismo de Godide vão-se desvanecendo, tornando-se mais soturno e distante.
Entretanto, a partir de 1906 desencadeia-se nos Açores um surto de tuberculose. As péssimas condições de vida, com rampante pobreza e falta de higiene, associadas a uma quase inexistente assistência médica, fazem da tísica uma epidemia sem controlo. Godide adoece com a temida doença. Como tinha estatuto de militar, recebe uma assistência médica bem melhor do que a população em geral: é enviado para Lisboa, a bordo do São Miguel, passando por Ponta Delgada a 31 de Março de 1908. Em Lisboa é internado no Hospital do Rego, ficando em tratamento durante o mês de Abril. Tem alta a 13 de Maio, com os médicos a declararem que tinha apenas uns fervores no vértice de um dos pulmões, que lhe entrecortavam a respiração, não lhe sendo descobertos vestígios de tuberculose.
Regressa de Lisboa revigorado e aparentemente bem, mas em pouco tempo volta a definhar, perdendo a alegria e a vivacidade. A solidão e a saudade parecem ter tido também um peso no evoluir da doença. Afinal a tuberculose existia mesmo e em breve começam a aparecer os terríveis sinais da tísica. Morre pelas 9:30 do dia 31 de Julho de 1911, no Hospital Militar da Boa Nova, em Angra do Heroísmo, mais uma das milhares de vítimas da tuberculose nos Açores.
Mesmo depois da sua morte ainda era lembrado em Moçambique pelos povos inimigos dos angunes, que acreditavam que ele voltava, sob a forma de um gafanhoto, acompanhado por uma nuvem de guerreiros gafanhotos, para os atormentar.
O nome de Godide é lembrado como patrono de uma escola secundária de KwaZulu, Northern Limpopo, África do Sul.